# SK Konkordija Gnjilane
Sport klub Konkordija Gnjilane bio je kosovski klub iz Gnjilana.
Osnovali su ga 1923. gimnazijalci Gnjilana.